# Маркіян Шкірпан
Маркіян Шкірпан (світське ім'я Микола; 20 травня 1866, Маластів, Горлицького повіту, Лемківщина — 10 вересня 1941, Прудентополіс, Парана, Бразилія) — український церковний і громадський діяч у Бразилії (з 1902), священник-василіянин. Нагороджений лицарським хрестом ордена Франца Йосифа (1907).

## Життєпис
Гімназійні студії розпочав у Першій тернопільській гімназії, а закінчив у Новому Санчі. 7 грудня 1884 р. у 18-річному віці вступив до василіянського новіціату в Добромилі. Філософію вивчав у Лаврові, а богослов'я в Кристинополі. 18 липня 1891 р. Перемишльський єпископ-помічник Юліан Куїловський висвятив його на священника. По свяченнях працював у Буковій, потім у Крехові, а згодом в Улашківцях та Михайлівці, де був ігуменом. На рідних землях працював тільки 11 років.
На пропозицію протоігумена, щоб хтось із василіян поїхав на місійну працю серед українців до Бразилії, о. Маркіян добровільно зголосився. У червні 1902 р. виїхав до Гамбурга, а звідти до Парани. Причалив до паранської пристані Паранаґва, а 12 липня вже був у Куритибі.
У 1905—1931 роках — настоятель місії, а в 1933—1938 роках — настоятель віце-провінції василіян у Бразилії.
З 1904 розпочав акцію заснування українських шкіл (для ведення їх і шпитальної допомоги спровадив з Галичини у 1911 році Сестер Служебниць), читалень «Просвіти», побудував багато українських церков, заклав українську друкарню оо. Василіян у м. Прудентополіс. Його заходами почали виходити газети «Прапор» (1910—1911), «Місіонар» (1911) і «Праця» (1912). Опікун і дорадник у справах поселення.
На початку вересня 1941 добровільно зголосився поїхати на північ штату Парана до українських людей із духовною обслугою, але тому, що в південній півкулі якраз був початок весни і на півночі штату було ще холодно, перестудився і захворів на запалення легень.
Помер 10 вересня 1941 у шпиталі Сестер Служебниць у Прудентополіс. Похований 11 вересня в м. Прудентополіс. На похороні було 17 священників, десятки монахів і монахинь, тисячі народу. У день похорону о. Маркіяна управа міста оголосила офіційну жалобу по цілому місті. З усіх 50 років священничої праці, майже 40 років працював о. Маркіян Шкірпан у Бразилії.